# サドモグラ
サドモグラ (Mogera tokudae) は、哺乳綱真無盲腸目モグラ科ニホンモグラ属に分類される哺乳類。

## 分布
日本（佐渡島）固有種

## 形態
頭胴長（体長）15.3 - 16.7センチメートル。尾長2.4 - 2.8センチメートル。体重95 - 135グラム。背面の毛衣は暗褐色や褐色。
口蓋は大型で、上顎の切歯列はアルファベットの「V」字状。後足長2 - 2.25センチメートル。

## 分類
大きさ以外に差異が無いことやミトコンドリアDNAの分子系統学的解析では差異が小さいという解析結果が得られたため、エチゴモグラを本種の亜種とする説もある。一方で染色体は生殖隔離を起こすほどの差異があるとして、別種とする説もある。

## 生態
沖積平野にある水田などに生息し、湿潤で土壌が深い環境を好む。
主に環形動物や昆虫を食べるが、ジムカデ類などの多足類、種子なども食べる。
繁殖様式は胎生。春季に1回に2 - 6頭の幼獣を産む。

## 人間との関係
圃場整備や宅地開発による生息地の破壊などによる影響が懸念されている。競合種がいないため、分布の急激な縮小はないと考えられている。
準絶滅危惧（NT）（環境省レッドリスト）